# Acmaeodera deviata
Acmaeodera deviata  (лат.) — вид жуков-златок рода Acmaeodera из подсемейства Polycestinae (Acmaeoderini). Распространён в Новом Свете. Кормовым растением имаго являются Salvia dorii, Salvia apiana, Encelia sp., Opuntia sp., Sphaeralcea ambigua (Barr 1972:152), а у личинок — Juniperus californicus (Barr 1972:152).
Вид был впервые описан в 1972 году американским колеоптерологом Уильямом Барром (William F. Barr, University of Idaho, Moscow, США).